# چارلز بارنارد
چارلز بارنارد (انگلیسی: Charles Barnard؛ ۳ مارس ۱۹۱۵ – ۲۹ ژوئن ۲۰۰۸) یک بازیکن فوتبال آمریکایی اهل ایالات متحده آمریکا بود.
از باشگاه‌هایی که در آن بازی کرده‌است می‌توان به نیویورک جاینتز اشاره کرد.